# Bahnhof Bologna Zanolini

Der Bahnhof Bologna Zanolini ist ein Tunnelbahnhof an der Bahnstrecke Bologna–Portomaggiore. Er liegt an der SFMBO-Linie S2.

## Geschichte
Der Bahnhof wurde 1887 eröffnet und diente als Bahnbetriebswerk (Bw) für die Strecke. Wegen seiner Lage in der Innenstadt wurde das Bw nach außen gezogen und die Strecke unterirdisch verlegt. Der heutige Tunnelbahnhof wurde am 22. Dezember 2001 eröffnet.

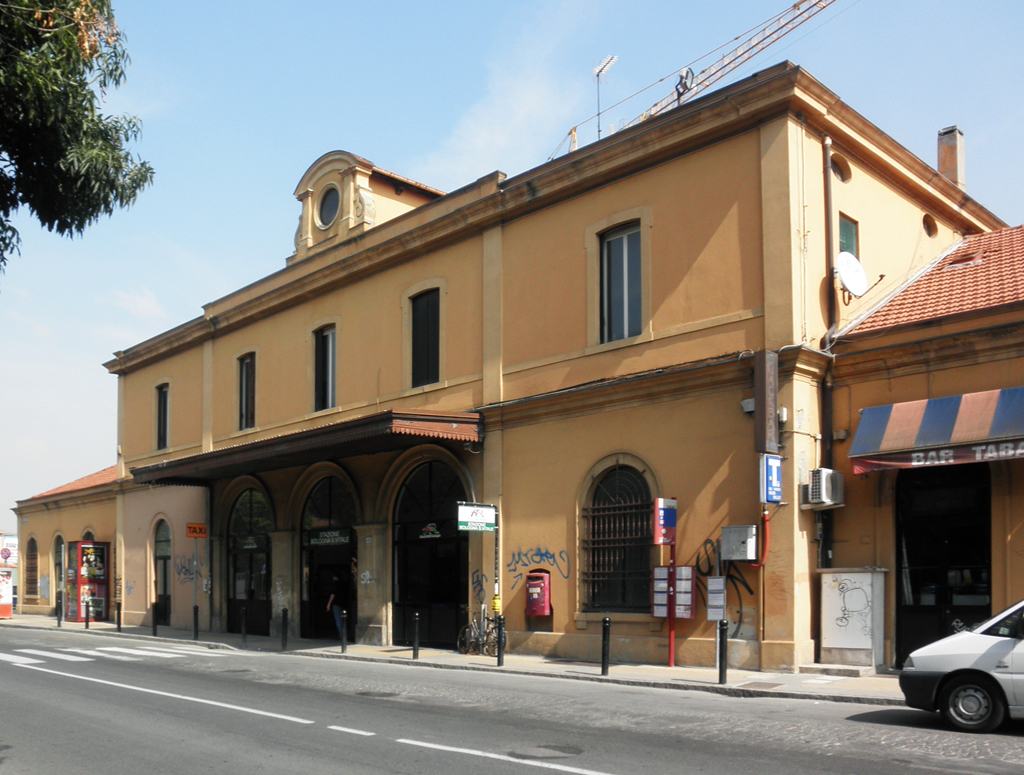
Das Empfangsgebäude